# Гітлер Семен Костянтинович
Семен Костянтинович Гітлер (1922, Оринин, Подільська губернія, УРСР — 3 липня 1942, Севастополь, РРФСР) — червоноармієць, учасник Другої світової війни.

## Біографія
Народився в 1922 році в місті Оринин (нині Хмельницька область, Україна) в єврейській родині. Член ВЛКСМ, в Червоній Армії з 1940 року.
На фронт був призваний Орининським районним військкоматом. Учасник оборони Одеси, був навідником станкового кулемета 73-го окремого кулеметного батальйону Тираспольського укріпрайону. 18 серпня 1941 року підтримував наступ стрілецького взводу під час наступу на висоту 174,5 боях за Одесу, протягом 8 діб знищував ворога вогнем з кулемета. Був поранений, проте не припинив вогонь. Після бою проповз 10 км, пробираючись крізь територію ворога.
3 липня 1942 року Семен Костянтинович загинув в боях за Севастополь.
Семен Гітлер входить в число нечисленних військовослужбовців РСЧА — учасників Другої світової війни, які були однаковим прізвищем керівників верхівки Третього рейху. Так, за відомостями бази даних «Подвиг народу», радянськими нагородами Великої Вітчизняної війни було відзначено понад 45 осіб з прізвищем Борман, 18 осіб з прізвищем Гесс, 34 особи з прізвищем Герінг, 71 осіб з прізвищем Мюллер. Сама сім'я нагородженого пережила окупацію і поїхала до Ізраїлю після війни, змінивши прізвище на Гітлев.
З подачі сім'ї стала популярною легенда такого змісту: комендант Оринина виявив сім'ю Гітлерів, однак, перевіривши їх документи, побоявся відправляти в гетто родину, що носить прізвище фюрера.

## Нагороди
- Медаль «За відвагу» (9 вересня 1941) — був представлений до медалі «За бойові заслуги»